# Air Fiji

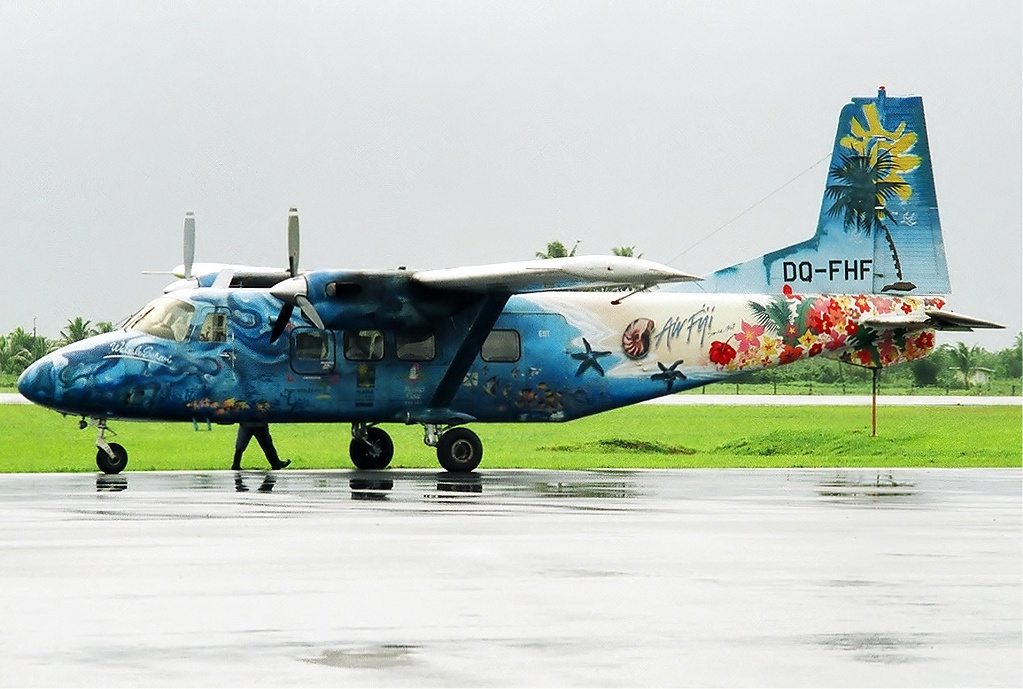
Air Fiji Harbin Y-12-II

Air Fiji Ltd (code AITA PC) est une compagnie aérienne intérieure des îles Fidji.
Elle dessert notamment, avec une moyenne de 65 vols quotidiens : Cicia, Gau, Kadavu, Koro, Labasa, Lakeba, Levuka, Malololailai, Mana, Moala, Nadi, Savusavu, Suva, Taveuni, Tuvalu et Vanuabalavu.
Pour Tuvalu, il s'agit d'une liaison internationale.